# Herty Lewites

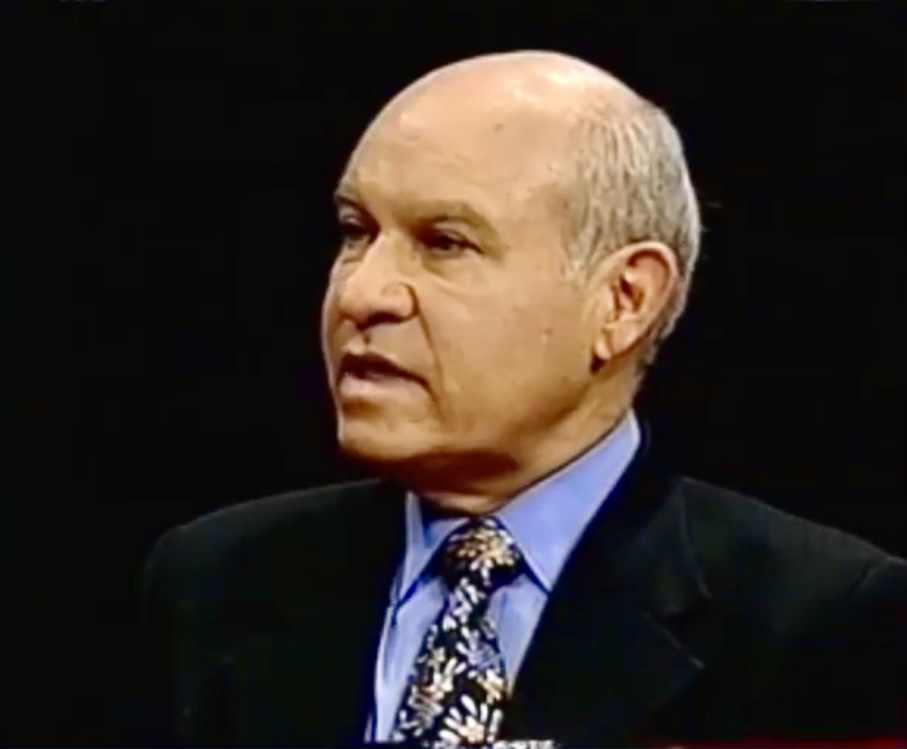
Herty Lewites

Herty Lewites Rodríguez (* 24. Dezember 1939 in Jinotepe, Carazo; † 2. Juli 2006 in Managua) war ein nicaraguanischer Politiker. Er war bis 2005 Mitglied der FSLN.

## Leben
Lewites Vater war ein jüdischer Einwanderer aus Polen. 1960 schloss sich Herty Lewites der Opposition gegen das herrschende Somoza-Regime an. 1970 wurde er Mitglied der sandinistischen Befreiungsbewegung. Sein jüngerer Bruder Israel Lewites starb 1977 bei einer militärischen Aktion der Sandinistas in Masaya. Beim Versuch, in den USA Waffen für die Bewegung zu kaufen, wurde Lewites verhaftet. Nach dem Sturz des Somoza-Regimes 1979 wurde Lewites zum Minister für Tourismus ernannt. 1990, nach der verlorenen Präsidentschaftswahl der FSLN, in der Daniel Ortega die Präsidentschaft an Violeta Barrios de Chamorro verlor, wurde Lewites zu einem Parlamentsabgeordneten für die FSLN. Zu Beginn der 1990er Jahre trennte Herty Lewites sich von der FSLN. 1996 gründete er seine eigene Bewegung, das Movimiento Sol, kehrte aber 1998 zur FSLN zurück.
Lewites gewann im November 2000 das Bürgermeisteramt von Managua als Kandidat der FSLN und behielt dieses bis zur Wahl von José Dionisio Marenco Gutiérrez (ebenfalls FSLN) als dessen Nachfolger.
Anfang 2005 erklärte Lewites seine Bereitschaft, als Präsidentschaftskandidat der FSLN bei den Wahlen 2006 kandidieren zu wollen. Er forderte Urwahlen innerhalb der FSLN, um einen Präsidentschaftskandidaten innerhalb der FSLN zu bestimmen. Daraufhin wurden Lewites und Victor Hugo Tinoco, langjähriger Parteifunktionär in Managua, aus der Partei ausgeschlossen. Umfragen des Meinungsforschungsinstitutes CID-Gallup im Oktober 2004 und März 2005 brachten für Lewites einen Anstieg von 38 Prozent auf 59 Prozent Zustimmung unter den FSLN-Anhängern, hingegen verzeichnete der Kandidat der FSLN, der ehemalige Präsident Daniel Ortega, einen Verlust von 47 Prozent im November auf 31 Prozent im März. Unterstützung erhielt Lewites' Kandidatur unter anderem auch von Ernesto Cardenal und Gioconda Belli.
Nach dem Ausschluss aus der FSLN gründete Lewites seine Bewegung Movimiento por el Rescate del Sandinismo, die später in der 1995 von Sergio Ramírez gegründeten Movimiento de Renovación Sandinista aufging. Am 21. Mai 2006 wurde er offiziell als Präsidentschaftskandidat des MRS nominiert. Lewites litt seit geraumer Zeit an Herzproblemen, so dass ihm 2005 ein Herzschrittmacher implantiert wurde. Er erlag im Hospital Metropolitano „Vivian Pellas“ in Managua seinem Herzleiden.
Der Vergnügungspark "Hertylandia" nördlich von Jinotepe wurde von ihm gegründet und nach ihm benannt.